# Dragon Quest IV : L'Épopée des élus
Dragon Quest IV (ドラゴンクエストIV 導かれし者たち, Doragon Kuesuto Fō Michibikareshi Monotachi, publié initialement sous le titre de Dragon Warrior IV aux États-Unis) est un jeu vidéo de rôle développé par Chunsoft pour l'éditeur japonais Enix. Il sort sur NES en février 1990 au Japon puis en octobre 1992 en Amérique du Nord.
Le jeu est porté sur PlayStation par Heartbeat et ArtePiazza en 2001 puis sur Nintendo DS par ArtePiazza et Cattle Call en 2007. Cette dernière version est la première à être distribuée en Europe et bénéficie d'une traduction dans les principales langues européennes. À cette occasion, le jeu est renommé Dragon Quest : L'Épopée des élus dans sa version française.

## Trame

### Synopsis
Tout commence par l'étrange disparition de tous les enfants du royaume de Bastione. Le roi, inquiet, décide alors d'envoyer son meilleur et plus fidèle élément, Ragnar, le capitaine des soldats royaux, enquêter sur cette tragédie. À l'autre bout du continent, la jeune tsarine de Zamoksva, Alina, veut quitter le château de son père et partir à l'aventure. À Lakanabe, Torneko rêve d'ouvrir un magasin d'armes: il travaille chez un marchand et connaît tout de ce commerce mais n'a pas assez d'argent pour créer son entreprise et travailler à son propre compte. Il décide de quitter sa femme et son fils pour partir dans le désert dans l'espoir de devenir le plus grand marchand d'armes du monde. Mina et Maya, deux sœurs, filles de Mahabala, un alchimiste renommé, assassiné mystérieusement, décident de quitter leur cabaret pour venger la mort de leur père. Mina est diseuse de bonne aventure et Maya est une danseuse hors pair. Dans le dernier chapitre du jeu, le héros -vous-, après la dévastation de votre village, retrouve progressivement tous les personnages dont on a vécu les aventures dans les chapitres précédents. Ainsi, Ragnar, Alina (ainsi que Borya le magicien et Kiryl le prêtre, qui accompagnent Alina), Torneko, Mina et Maya vont unir leurs forces pour combattre un ennemi commun, Psaro l'Exterminateur, le maître du Mal.

### Personnages
- Chapitre 1:

Ragnar McRyan, chevalier royal à la solde du roi de Bastione.
- Chapitre 2:

Alina, tsarine de Zamoksva. C'est une tête brûlée et un vrai garçon manqué.
Borya, magicien et précepteur d'Alina.
Kiryl, prêtre du château. Il est amoureux d'Alina, qui ne se rend malheureusement pas compte de ses sentiments.
- Chapitre 3:

Torneko Taloon, vendeur d'armes à ses débuts. Il rêve de devenir le plus grand marchand du monde...
- Chapitre 4:

Maya, la sœur aînée, est danseuse au cabaret de Teafortwo. 
Mina, plus jeune, calme et réservée, est diseuse de bonne aventure. C'est une très bonne guérisseuse.
- Chapitre 5:

Vous, héros ou héroïne.
- Chapitre 6:

Psaro ancien Démon du Mal et sa femme l'elfe Rosa peuvent vous rejoindre
Il existe de nombreux autres personnages qui vous accompagnent temporairement tout au long de votre aventure.

## Système de jeu
Comme tous les Dragon Quest, le jeu reprend un système de RPG au tour par tour.
L'opus sur DS  se joue exclusivement aux boutons : le stylet n'est jamais utilisé.

## Bande-son
Comme les autres jeux de la série Dragon Quest, Kōichi Sugiyama a sorti plusieurs CD des musiques de Dragon Quest IV :

## Accueil

### Ventes
Le jeu s'est écoulé à plus de 3,1 millions d'exemplaires sur NES au Japon.

## Équipe de développement
- Scénario : Yuji Horii
- Game Design : Yuji Horii
- Musique : Kōichi Sugiyama
- Character designer : Akira Toriyama
- Programmeur en chef : Masayoshi
- Project Coordinator : Shinji Furami
- Assistants Directeur : Togo Narita et Kenichi Masuta
- Assistants Producteurs : Yoshinori Yamagishi, Daizo Shimamura et Sadao Yahagi
- Superviseur : Keiji Honda
- Directeur : Manabu Yamana
- Producteur : Yukinobu Chida

## Particularités
- Premier épisode à comporter une AI pour les membres du groupe.
- Premier épisode de la trilogie zénithienne, ce jeu se démarque par le découpage original de sa trame scénaristique : découpée en cinq chapitres, chacun d'entre eux se focalisant sur un personnage unique. Ce n'est que dans le dernier chapitre que le héros légendaire apparait, et réunit autour de lui les personnages des quatre premiers chapitres, faisant d'eux ses compagnons.
- Sur le remake PSone et DS, on voit apparaitre un chapitre bonus, le chapitre 6.